# 纽约市立大学法学院
纽约市立大学法学院（City University of New York School of Law）是一所自1983年起在美国纽约市皇后区创设的法学院，附属于纽约市立大学，目前是纽约市经过美国律师协会认证的8所法学院之一。
该学院在《美国新闻与世界报道》的法学院排名中排名121名。